# Boys (film 1996)
Boys è un film del 1996 scritto e diretto da Stacy Cochran, con protagonisti Winona Ryder e Lukas Haas, adattamento cinematografico del racconto Twenty Minutes di James Salter.

## Trama
John Baker, studente di un collegio in procinto di diplomarsi, trova una giovane donna, Patty Vare, svenuta in un campo. I due iniziano una relazione, ma questo procurerà diversi problemi a John sia a scuola che in famiglia. Nel corso del film, vari flashback ripercorrono la vita di Patty prima dell'incontro con John, in particolare la sera precedente.

## Produzione
Il film non ha incontrato il favore della Touchstone Pictures, che l'ha pesantemente rimaneggiato senza il consenso della regista, rimuovendone, secondo quest'ultima, molta della «cruciale» componente umoristica, per poi comunque distribuirlo con noncuranza, non credendo nelle sue possibilità, come anche accusato da Terrence Rafferty del New Yorker.

## Colonna sonora
Edizioni musicali A&M Records.
1. The Cruel Sea – She's Not There – 2:52
2. Cast – Alright – 3:38
3. Smoking Popes – Gotta Know Right Now – 2:38
4. Scarce – Honeysimple – 3:18
5. Paul Weller – Wild Wood (Sheared Wood Mix) – 3:30
6. Orbit – Colored Water – 2:19
7. Sparklehorse – Sad & Beautiful World – 3:33
8. Kelly Willis – Fading Fast – 2:58
9. Del Amitri – Tell Her This – 3:19
10. Squeeze – If I Didn't Love You – 4:12
11. Slider – Inside – 4:05
12. Supergrass – Wait For The Sun – 4:09
13. Compulsion – Belly Laugh – 2:38
14. The Stone Roses – Begging You – 4:55
15. Evade Chums – 1:45 (musica: Stewart Copeland)

Durata totale: 49:49

## Distribuzione
È stato distribuito nelle sale cinematografiche statunitensi dalla Touchstone attraverso Buena Vista Pictures a partire dal 10 maggio 1996.

### Divieti
Negli Stati Uniti, la visione del film è stata vietata ai minori di 13 anni non accompagnati.

## Accoglienza

### Incassi
Il film è stato un flop al botteghino, incassando 516.350 dollari negli Stati Uniti prima di venire ritirato dalle sale e distribuito direct to video.

### Critica
All'epoca della sua uscita, il film è stato unanimemente stroncato dalla critica.